# 张钟华
张钟华（1940年7月2日—），男，汉族，江苏苏州人，中国电磁计量专家，中国工程院院士。

## 生平
1995年，获选中国工程院信息与电子工程学部院士。